# Cotachena alysoni
Cotachena alysoni is een vlinder uit de familie van de grasmotten (Crambidae), uit de onderfamilie van de Spilomelinae. De wetenschappelijke naam van deze soort is voor het eerst voorgesteld door Paul Ernest Sutton Whalley in een publicatie uit 1961.
De soort komt voor in India (Sikkim, Assam, Meghalaya, Nagaland), Nepal, China, Japan en Thailand.